# Sundel Bolong
En la mitología indonesa, un sundel bolong es un fantasma mítico del archipiélago que es una mujer con hermoso cabello largo y un vestido largo y blanco (su forma es similar a la de Kuntilanak). El mito está estrechamente relacionado con las prostitutas, es decir, una "prostituta con un agujero en la espalda", en referencia al gran agujero que se dice que aparece en su espalda.

## Etimología
El nombre «sundel bolong» deriva de la apariencia física del fantasma. La palabra «sundel» significa 'prostituta' o 'puta' y «bolong» en javanés que literalmente significa 'agujero'. Los estudios modernos del folklore creen que el mito se desarrolló en la cultura de Java para disuadir la prostitución que se desarrolló durante la colonización de las Indias Orientales holandesas.

## Leyenda
En el folklore, un sundel bolong es el alma de una mujer que murió cuando estaba embarazada fuera del matrimonio y, por lo tanto, dio a luz en su tumba, o que murió durante el parto y el bebé salió de su espalda (esta es la razón por la cual el agujero fue creado en su espalda) que está oculto a los hombres por su largo cabello negro. Otra versiones también cuentan que fue una hermosa mujer que se dio obligada a participar en la prostitución, siendo asesinada por uno de sus pretendientes y encontrada con la espalda apuñalada varias veces.
Las víctimas de Sundel Bolong consisten principalmente en hombres y niños. Como espíritu vengativo, si un hombre la rechaza, se dice que lo castra. Se dice que los niños, especialmente los recién nacidos, son tomados para reemplazar a su hijo perdido.
También es vista como una mujer seductora, que usa su belleza y fragancia para atraer a los hombres. Cuando los hombres se acercan, muestra su espalda demacrada cubierta de sangre mostrando su esqueleto y sus órganos internos, seguido de un olor a carne podrida. Esto es suficiente para que los hombres pierdan el conocimiento, tanto así como para que los hombres se desmayen. Cuando se desmayan, ella se come sus órganos. A los niños no les hace daño, ya que debemos recordar que fue una mujer que murió en el embarazo, ella solo quería ver a su bebé nacer y le encantan los niños, en especial los bebés. Por ello, no es raro ver o poner un Corán en la cama del bebé a medida de precaución para evitar que los fantasmas como el Sundel Bolong estén dispuestos a secuestrar a sus hijos.
También, al ser un espíritu vengativo y muy obsesionado con buscar a su asesino, su ira está dirigida hacia la gente ha cometido delitos graves, como el asesinato y la violación, siendo muchas veces salvaje y sanguinaria con todas sus víctimas; creyéndose que son los culpables de su muerte. Sus víctimas preferidas son los lujuriosos. Y aunque se enfoca a aterrorizar a los hombres, las mujeres son igualmente vulnerables a su ira.

## En la cultura popular
En Marvel Anime: Blade, los bolongs sundel se representan como una subespecie de vampiros asiáticos. En el juego de terror "DreadOut" desarrollado por Digital Happiness, Sundel Bolong aparece como uno de los fantasmas.
Sundel Bolong ha aparecido en varias películas. En 1981, se lanzó una película de terror para adultos, Sundel Bolong, dirigida por Sisworo Gautama Putra y en 2007 se lanzó Legenda Sundel Bolong, así como la versión de remake, Suzzanna: Bernapas dalam Kubur que se lanzó en el 2018.